# Steve Emtman
College Football Hall of Fame 2006
(en) Statistiques sur pro-football-reference
Steven Charles Emtman, dit Steve Emtman, (né le 16 avril 1970 à Spokane dans l'État de Washington aux États-Unis) est un joueur américain de football américain qui évoluait au poste de defensive end.
Issu de l'équipe universitaire des Huskies de Washington, il est choisi au premier rang par les Colts d'Indianapolis lors de la draft 1992 de la NFL. Sa carrière dans la NFL est toutefois minée par les blessures et il s'est retiré après la saison 1997, à l'âge de 27 ans. En plus des Colts, il a également joué pour les Dolphins de Miami et les Redskins de Washington.
Ses performances au niveau universitaire lui permet d'être intronisé au College Football Hall of Fame en 2006.